# Bahnstrecke Verden–Rotenburg
| Ein Regionalzug auf der Bahnstrecke Rotenburg–Verden (2010). |                         |                     |                     |
| Streckennummer (DB): | 1745                    |                     |                     |
| Kursbuchstrecke (DB): | 124                     |                     |                     |
| Kursbuchstrecke: | 187g (1934) 215e (1946) |                     |                     |
| Streckenlänge: | 27,1 km                 |                     |                     |
| Spurweite: | 1435 mm (Normalspur)    |                     |                     |
| Streckenklasse: | D4                      |                     |                     |
| Stromsystem: | 15 kV 16,7 Hz ~         |                     |                     |
| Streckengeschwindigkeit: | 120 km/h                |                     |                     |
| Zugbeeinflussung: | PZB                     |                     |                     |
| |                         |                     |                     |
| \| \| \| von Hamburg \| \| \| \| \| von Walsrode \| \| \| \| \| Wümme \| \| \| \| 27,1 \| Rotenburg (Wümme) ⊙ \| Rotenburg (Wümme) ⊙ \| \| \| \| nach Wanne-Eickel \| \| \| \| 25,0 \| nach Bremervörde \| nach Bremervörde \| \| \| \| Wümme \| \| \| \| 21,0 \| Unterstedt \| Unterstedt \| \| \| 15,6 \| Westerwalsede \| Westerwalsede \| \| \| 10,7 \| Holtum \| Holtum \| \| \| 5,8 \| Walle (Kr Verden) \| Walle (Kr Verden) \| \| \| \| Bundesautobahn 27 \| \| \| \| \| Langwedel–Uelzen \| \| \| \| \| von Bremen \| \| \| \| 0,0 \| Verden (Aller) ⊙ \| Verden (Aller) ⊙ \| \| \| \| nach Walsrode \| \| \| \| \| nach Nienburg \| \| \| \| \| \| \| \| Quellen: [1][2] \| \| \| \| |                         |                     |                     |
| Strecke |                         | von Hamburg         | von Hamburg         |
| Abzweig geradeaus und ehemals von links |                         | von Walsrode        | von Walsrode        |
| Brücke über Wasserlauf |                         | Wümme               | Wümme               |
| Bahnhof | 27,1                    | Rotenburg (Wümme) ⊙ | Rotenburg (Wümme) ⊙ |
| Abzweig geradeaus und nach rechts |                         | nach Wanne-Eickel   | nach Wanne-Eickel   |
| Abzweig geradeaus und nach rechts | 25,0                    | nach Bremervörde    | nach Bremervörde    |
| Brücke über Wasserlauf |                         | Wümme               | Wümme               |
| Dienststation / Betriebs- oder Güterbahnhof | 21,0                    | Unterstedt          | Unterstedt          |
| Dienststation / Betriebs- oder Güterbahnhof | 15,6                    | Westerwalsede       | Westerwalsede       |
| Dienststation / Betriebs- oder Güterbahnhof | 10,7                    | Holtum              | Holtum              |
| Dienststation / Betriebs- oder Güterbahnhof | 5,8                     | Walle (Kr Verden)   | Walle (Kr Verden)   |
| Brücke |                         | Bundesautobahn 27   | Bundesautobahn 27   |
| Kreuzung geradeaus oben |                         | Langwedel–Uelzen    | Langwedel–Uelzen    |
| Abzweig geradeaus und von rechts |                         | von Bremen          | von Bremen          |
| Bahnhof | 0,0                     | Verden (Aller) ⊙    | Verden (Aller) ⊙    |
| Abzweig geradeaus und nach links |                         | nach Walsrode       | nach Walsrode       |
| Strecke |                         | nach Nienburg       | nach Nienburg       |
| |                         |                     |                     |
| Quellen: |                         |                     |                     |

Die Bahnstrecke Verden–Rotenburg ist eine eingleisige, elektrifizierte Eisenbahnhauptstrecke in Niedersachsen, die den Bahnhof Verden (Aller) an der Bahnstrecke Wunstorf–Bremen mit dem Bahnhof Rotenburg (Wümme) an der Bahnstrecke Wanne-Eickel–Hamburg verbindet.
Großräumig gesehen stellt sie gemeinsam mit der Bahnstrecke Nienburg–Minden die kürzeste Direktverbindung zwischen Hamburg und Ostwestfalen-Lippe mit dem Oberzentrum Bielefeld dar. Außerdem dient sie als Umleitungsstrecke für Intercity-Express- und Intercity-Züge zwischen Hannover und Hamburg.

## Geschichte
Bereits die Preußische Staatsbahn erhielt am 10. Juni 1914 die Konzession für den Bau der Strecke. Aufgrund des Ersten Weltkrieges wurde sie jedoch erst am 1. Juli 1928 durch die Deutsche Reichsbahn eröffnet.
Die Wochenendbedienung im Schienenpersonennahverkehr wurde erst im Jahr 2001 wieder eingeführt. Seitdem erfreute sich die RB 76 Rotenburg – Minden bei Reisenden mit dem Wochenend-Ticket großer Beliebtheit, da sich über diese Verbindung im Nahverkehr die kürzesten Fahrzeiten zwischen dem Ruhrgebiet und Hamburg ergeben. Der Verkauf dieser Fahrkartenart wurde im Juni 2019 eingestellt.
Ausgelöst durch die Kürzung der Regionalisierungsmittel wurde darüber diskutiert, ab Dezember 2007 den Personenverkehr einzustellen, was jedoch abgewendet werden konnte. Aufgrund der sehr geringen Nachfrage im Durchgangsverkehr wurde montags bis freitags allerdings die durchgehende Linie zwischen Minden und Rotenburg aufgegeben. Seitdem endete die Nahverkehrslinie montags bis freitags in Verden. Nachdem im Dezember 2017 die Linie zwischen Minden und Nienburg von der Eurobahn übernommen worden war, blieb die Bedienung an Werktagen und am Wochenende größtenteils identisch und es werden von Montag bis Freitag einige HVZ-Verstärker eingesetzt. Die bis dahin am Wochenende bestehende zusätzliche Nahverkehrsverbindung zwischen Verden und Nienburg entfiel ersatzlos. Während nun auch am Wochenende in Verden und Nienburg umgestiegen werden muss, ist dies bei Fahrten von/nach Bielefeld in Minden nicht nötig: Hier fährt ab Nienburg durchgehend der Porta-Express (RE 78).

## Betrieb

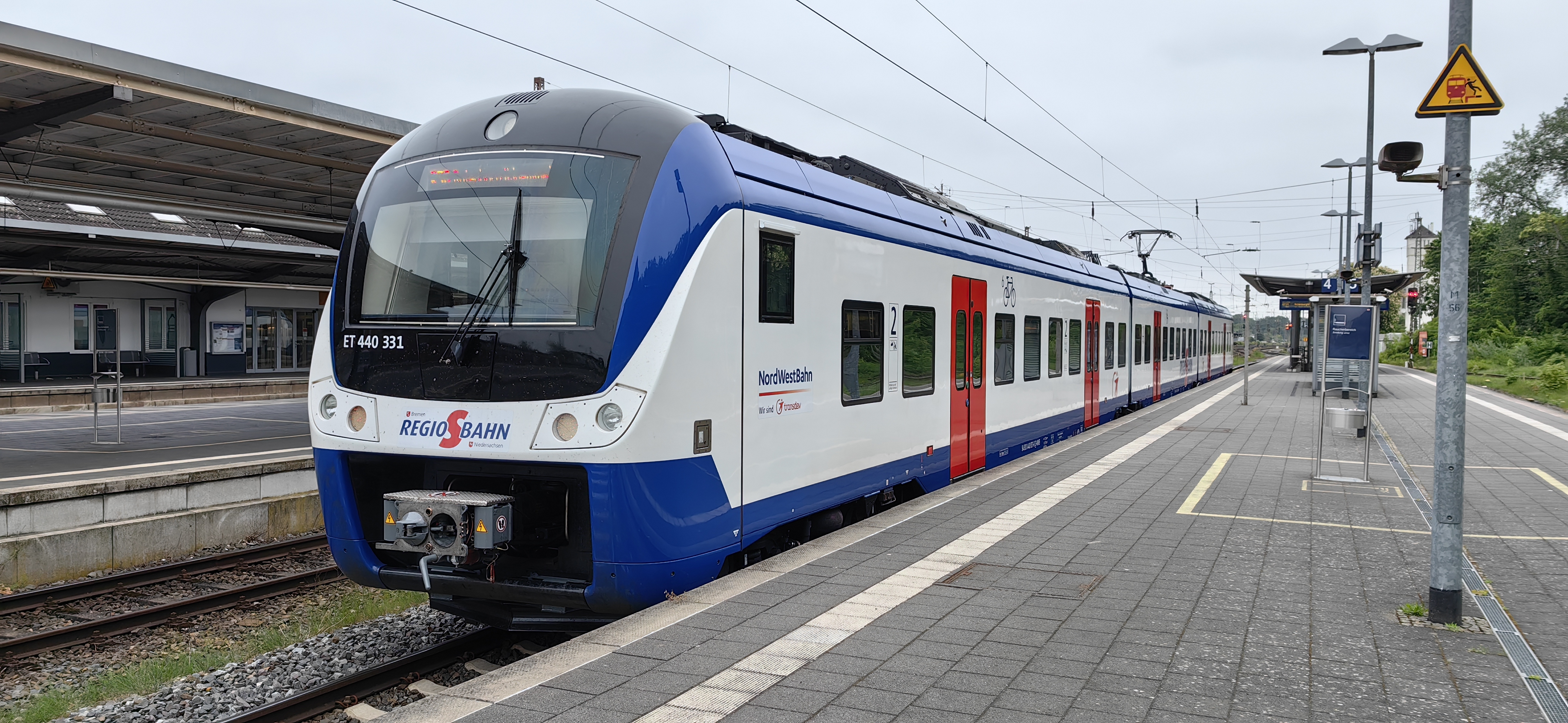
Continental-Triebwagen der NordWestBahn in Verden (Aller) als RS 6 nach Rotenburg (Wümme)

### Personennahverkehr
Die Strecke liegt komplett im Verkehrsverbund Bremen/Niedersachsen (VBN), dessen Tarif Anwendung findet. Die Fahrtzeit beträgt 18 bis 20 Minuten.

#### 2007–2017
Die Strecke wurde im Zweistundentakt von Regionalbahnen der DB Regio Nord bedient. Die Züge verkehrten in der Relation Rotenburg (Wümme) – Verden (Aller) – Nienburg – Minden. Diese Linie wurde in Nordrhein-Westfalen als RB 76 Weser-Aller-Bahn bezeichnet. Während die Züge am Wochenende (aufgrund von Fernreisenden mit dem DB-Wochenendticket und dem Niedersachsen-Ticket) gut gefüllt waren, war in der Woche eine geringere Auslastung gegeben. Die Nachfrage lag 2008 unter der Woche bei circa 380 Fahrgästen pro Tag und am Sonntag bei circa 950 Fahrgästen pro Tag. Die sehr geringe Zahl der durchreisenden Fahrgäste unter der Woche hatte zur Folge, dass die Linie dann nur zwischen Verden und Rotenburg pendelte.
Auf der RB 76 kamen Lokomotiven der Baureihen 111 oder 143 mit Doppelstockwagen oder n-Wagen zum Einsatz. Obwohl längst elektrifiziert, wurden erst seit 2013 nach und nach auch unter der Woche elektrisch betriebene Züge eingesetzt. Diese bestanden üblicherweise aus einer Lok, einem Doppelstockwagen und einem Doppelstock-Steuerwagen, jeweils älterer Generation. In der Übergangszeit im Frühjahr/Sommer 2013 kamen auch Züge zum Einsatz, die nur aus Lok und Doppelstock-Steuerwagen bestanden. Seit dem Fahrplanwechsel 2014/15 haben die Eisenbahnen und Verkehrsbetriebe Elbe-Weser (evb) den Auftrag bekommen, diese Strecke mit Triebzügen der Baureihe 628 zu betreiben. Am Wochenende wurde die Verbindung durch die evb in Doppeltraktion abwechselnd mit denjenigen Zügen der DB Regio, die jeweils zu dem Zeitpunkt in der Woche die Linie RE 78 bedienten, gefahren.

#### 2018–2022
Von 2018 bis 2022 wurde die Strecke im SPNV von den Eisenbahnen und Verkehrsbetriebe Elbe-Weser (evb) bedient. Einzige eingesetzte Fahrzeuge waren zwei Diesel-Triebzüge der DB-Baureihe 628 mit 144 Sitzplätzen, obwohl die Strecke längst elektrifiziert ist. Mit zwei Triebfahrzeugen, die bei der Verden-Walsroder Eisenbahn abgestellt und dort von dem Sicherheitsdienst der VEW und AllerBus bewacht werden, fuhr die evb, einst im Auftrag der DB Regio AG, später eigenständig, auf der RB 76. In der HVZ wurde die Linie montags bis freitags im Stundentakt bedient, ansonsten im Zweistundentakt. Von Freitag bis Sonntag fuhr auch ein Zug am späten Abend.
In Rotenburg bestand Anschluss an den RE 4 von/nach Hamburg Hauptbahnhof. In den frühen Morgenstunden verkehrt dieser als RB 41, was zu einem leicht vom Taktfahrplan abweichenden Fahrplan führt, da sich der Fahrplan an dieser Verbindung orientiert.
In Verden bestand Anschluss an den RE 8 (sowie zur HVZ RE 1) von/nach Hannover Hbf und die RS 1 von/nach Bremen. Über den RE 8 bestand in Nienburg Anschluss von/nach Bielefeld über Minden.

#### Seit 2022
Seit Dezember 2022 wird die Strecke von der NordWestBahn (NWB) als Linie RS 6 der Regio-S-Bahn Bremen/Niedersachsen bedient. Es werden Elektrotriebzüge des Typs Alstom Coradia Continental und Stadler Flirt 3XL eingesetzt. In den Hauptverkehrszeiten wird ein Stundentakt, sonst ein Zweistundentakt angeboten.

### Güterverkehr
Die wichtigste Aufgabe der Strecke ist der Schienengüterverkehr von Maschen Rangierbahnhof über Seelze Rangierbahnhof nach Süddeutschland sowie über Minden in das Ruhrgebiet.

## Zweigleisiger Ausbau
Bereits im Bundesverkehrswegeplan 2003 und im Bundesschienenwegeausbaugesetz in der Fassung aus dem Jahr 2004 war ein durchgehend zweigleisiger Ausbau vorgesehen.
Der 2016 beschlossene Bundesverkehrswegeplan 2030 enthält im vordringlichen Bedarf den zweigleisigen Ausbau der Strecke als Bestandteil des Projekts Optimiertes Alpha-E + Bremen, das anstelle der zuvor geplanten Y-Trasse realisiert werden soll. In Verden ist ein Überwerfungsbauwerk zur Entkopplung der Verkehre aus Rotenburg und Verden und mittiger Anbindung der Regio-S-Bahn aus Bremen geplant.
Die Vorplanung für den zweigleisigen Ausbau wurde 2019 abgeschlossen. Die Kosten der Vorzugsvariante betragen 917 Millionen Euro, in denen nur die gesetzlich vorgeschriebenen Lärmschutzmaßnahmen enthalten sind. Im Juni 2021 beschloss der Bundestag im Rahmen der parlamentarischen Befassung, darüber hinausgehende Forderungen der Region im Wert von 190 Millionen Euro zu finanzieren. Im Anschluss begann die Deutsche Bahn damit, Planungsleistungen für die darauffolgende Entwurfsplanung auszuschreiben, die seit Mai 2022 läuft.

## Weitere Planungen
Im dritten Gutachterentwurf des Deutschlandtaktes ist bei Rotenburg eine Verbindungskurve zur Strecke nach Bremervörde unterstellt, die eine Umfahrung des Knotens Bremen für Güterzüge von und nach Bremerhaven ermöglichen soll. Dafür sind, zum Preisstand von 2015, Investitionen von 18 Millionen Euro vorgesehen.